# Vuelo 109 de Sudan Airways
El vuelo 109 de Sudan Airways era un vuelo internacional programado de pasajeros entre Amán, Damasco y Jartum, operado con un Airbus A310 por la aerolínea de bandera de Sudán, Sudan Airways. El 10 de junio de 2008, aproximadamente a las 17:00 UTC, el Airbus A310 se estrelló al aterrizar en el Aeropuerto Internacional de Jartum, matando a 30 de los 214 ocupantes a bordo.
La investigación fue realizada por la Dirección Central de Investigación de Accidentes Aéreos de Sudán con la asistencia de la Oficina de Investigación y Análisis para la Seguridad de la Aviación Civil (BEA). La investigación concluyó que el accidente fue causado por la larga distancia de vuelo en vuelo sobre pista mojada, agravado por la falta de despliegue del autofreno y uno de los dos inversores de motor del Airbus A310. Las inclemencias del tiempo y la falta de información de la tripulación sobre el clima se citaron como factores contribuyentes. Tras el accidente, la Dirección Central de Investigación de Accidentes Aéreos de Sudán emitió varias recomendaciones, principalmente sobre una mejor capacitación y una mejor infraestructura en el aeropuerto.

## Aeronave y Tripulación
La aeronave implicada en el accidente era un Airbus A310-324, c/n 548, número de cola ST-ATN, que realizó su vuelo inaugural el 23 de agosto de 1990 como F-WWCV. se entregó nuevo a Singapore Airlines el 22 de octubre de 1990 y se registró como 9V-STU. VT-EVF registrado nuevamente, se entregó a Air India el 10 de marzo de 2001, El avión finalmente se registró como ST-ATN y se entregó a Sudan Airways el 1 de diciembre de 2007. Según Airbus, había acumulado 52.000 horas de vuelo y 21.000 ciclos. 
El capitán de 60 años había registrado 14.180 horas de vuelo, incluidas 3.088 horas en el Airbus A310. El copiloto, de 50 años, tenía 9.879 horas, 3.347 de ellas en el Airbus A310.

## Accidente
El vuelo se originó en Amán, la capital de Jordania, con destino final en Jartum, Sudán, con una escala intermedia en la capital siria de Damasco. Funcionarios jordanos declararon que el avión transportaba 34 pasajeros desde Amán, mientras que en Damasco tomó otros 169 pasajeros. Una tormenta de arena y fuertes lluvias impidieron que la aeronave aterrizara en Jartum y obligaron a la tripulación a desviarse a Port Sudan . Posteriormente, se permitió que la aeronave volara de regreso a su destino original. 
A medida que el vuelo se acercaba a Jartum, la tripulación de vuelo recibió detalles meteorológicos. El vuelo 109 recibió autorización del control de tráfico aéreo y comenzó a aterrizar. El vuelo aterrizó en el aeropuerto de Jartum a las 17:26 UTC, pero invadió la pista y se detuvo 215 m (705 pies) más allá del final de la pista 36. Luego estalló un incendio en el lado de estribor de la aeronave. 
Cuando comenzó el fuego en el lado derecho de la aeronave, los toboganes se desplegaron solo en el lado izquierdo. El fuego, que logró ingresar a la cabina, fue reportado como intenso y generó una espesa humareda mientras los pasajeros evacuaban. El denso humo y la oscuridad nocturna dificultaron el proceso de evacuación, que se agravó aún más por el pánico de los pasajeros, a quienes no se les informó en absoluto sobre los procedimientos de seguridad. Las comunicaciones entre los miembros de la tripulación fueron ineficaces y el equipaje de mano provocó más retrasos en el proceso de evacuación. Como el tobogán trasero izquierdo no se podía usar debido a la altura de la aeronave, los pasajeros tuvieron que usar el tobogán central o el delantero izquierdo, lo que provocó un choque en cadena, durante el cual el fuego se extendió rápidamente al fuselaje delantero y la cabina. 
El aeropuerto se cerró de inmediato debido al accidente y los servicios de rescate se desplegaron en el lugar del accidente. Sin embargo, la operación de rescate se vio obstaculizada por la escasez de personal de búsqueda y rescate, la falta de equipos de comunicación entre el personal de rescate, las superficies irregulares alrededor del lugar del accidente, la falta de rutas de salida de emergencia y la participación de vehículos de bomberos de defensa civil. Se movilizaron varias ambulancias al aeropuerto para llevar a los pasajeros heridos a hospitales de todo Jartum. Se desplegó un autobús para llevar a los pasajeros sobrevivientes para su examen.

## Pasajeros
Inmediatamente después del accidente, los medios de comunicación afirmaron que hasta 120 personas podrían haber muerto en el accidente, ya que el jefe de los servicios médicos, el general de división Muhammad Osman Mahjoub, informó a Reuters que había 120 cuerpos en el lugar. El número se redujo más tarde a 100
y luego se revisó a 28 cuando los funcionarios descubrieron que muchos de los sobrevivientes habían abandonado la escena, por lo tanto, se declararon erróneamente como muertos o desaparecidos. El número de personas que fueron declaradas desaparecidas llegó a 53, antes de ser revisado a la baja a 14. 
Además, los medios de comunicación informaron que 17 personas fueron atendidas por lesiones leves, incluido el piloto del vuelo. Según los informes, otras 111 personas sobrevivieron sin lesiones. El informe final, sin embargo, no especificó lesiones en los pasajeros y los miembros de la tripulación. 
Según el recuento final, de 203 pasajeros y 11 tripulantes a bordo de la aeronave,  29 pasajeros y 1 tripulante perdieron la vida, Muchas de las víctimas eran niños con discapacidades, así como personas mayores que regresaban de un tratamiento en Amán.
El 11 de junio se celebró en Jartum un funeral de estado por los pasajeros y miembros de la tripulación que fallecieron en el vuelo. Al funeral asistieron el presidente de Sudán, Omar al-Bashir, y varios altos funcionarios estatales. A la ceremonia fúnebre asistieron más de 5.000 personas.

### Pasajero VIP
Abbas al-Fadini (Miembro del Parlamento de Sudán) estaba a bordo del vuelo y sobrevivió ileso. 

## Investigación
Los pensamientos sobre las causas del accidente se dividieron inicialmente en varias teorías. La mayoría de los sobrevivientes afirmaron que cuando la aeronave invadió la pista, inmediatamente se desarrolló un incendio en el ala derecha de la aeronave. También confirmaron que antes de su aterrizaje el tiempo era malo. Varias personas, incluida Sudan Airways, culparon al mal tiempo como la causa principal del incidente.
Sin embargo, varios funcionarios también culparon a los "defectos" de la aeronave como la causa del accidente. El director del Aeropuerto Internacional de Jartum, Youssef Ibrahim, declaró que el accidente fue causado por una explosión en el motor derecho. Reiteró que la aeronave había aterrizado sin problemas y que los pilotos estaban hablando con los trabajadores de ATC cuando ocurrió el accidente. Varios sobrevivientes también informaron que se había producido una explosión en el motor derecho.
Otros sobrevivientes también culparon a los pilotos por un aterrizaje "muy brusco". La Autoridad de Aviación Civil de Sudán declaró que los pilotos podrían haber provocado que la aeronave aterrizara bruscamente en la pista. El aterrizaje brusco podría haber causado que explotaran "cilindros".

### Secuencias del Evento
Los investigadores analizaron múltiples hallazgos e hicieron una secuencia de eventos basados en los hallazgos. Estos hallazgos incluyen datos de registradores de vuelo, datos meteorológicos, información sobre la infraestructura del aeropuerto y datos recopilados de la simulación de vuelo. 
Antes del aterrizaje del vuelo 109, la tripulación había sido informada sobre las condiciones meteorológicas en el aeropuerto. Khartoum Tower informó incorrectamente que había viento en contra en el aeropuerto. Los pilotos también fueron informados sobre las precipitaciones en el aeropuerto. Cuando el vuelo 109 obtuvo su autorización para aterrizar, la tripulación preparó el avión para aterrizar. 
El vuelo 109 aterrizó a las 19:26 hora local. La velocidad aerodinámica indicada fue de 140 nudos (260 km/h; 160 mph), mientras que la velocidad respecto al suelo fue de 155 nudos (287 km/h; 178 mph). Esto indicó que la aeronave fue golpeada por un viento de cola de 15 nudos (28 km/h; 17 mph). La tripulación, sin embargo, no se dio cuenta de esto. Debido a esto, el vuelo 109 aterrizó a unos 850 a 900 m (2790 a 2950 pies) del umbral de la pista. 
Se observó que la pista estaba "muy resbaladiza", lo que provocó una gran disminución del coeficiente de fricción. El piloto, sin embargo, decidió no accionar el freno automático, a pesar de que el controlador le había informado sobre la pista resbaladiza. La aeronave continuó rodando por la pista. Entonces, la tripulación decidió desplegar el inversor de empuje. El inversor de empuje del motor izquierdo desactivado provocó una potencia asimétrica, ya que la aeronave comenzó a virar hacia la derecha. El piloto logró que la aeronave volviera a la línea central. 
A continuación, el capitán frenó a fondo en ambos pedales. Las ruedas se bloquearon y el antideslizante se apagó. El vuelo 109 invadió la pista a una velocidad de 76 nudos (141 km/h; 87 mph). El ala derecha luego golpeó algunas antenas y luces de aproximación. La aeronave ya había sufrido algún tipo de fuga de combustible en el ala izquierda y en el ala derecha. Cuando la aeronave golpeó algunas estructuras en el suelo, cortó la fuga. El fuego se inició cuando la aeronave se detuvo por completo. 

## Conclusión
El desbordamiento fue causado por una combinación de una larga bengala de aterrizaje, la pista mojada, un aterrizaje sin frenos automáticos y un aterrizaje con el inversor de empuje de babor desactivado, El inversor inoperante hizo que el avión virara hacia la derecha cuando el capitán activó el empuje inverso en ambos motores.